# Ricardo Pichetta
Ricardo Pichetta (né le 21 avril 1987 à Teófilo Otoni) est un coureur cycliste italo-brésilien.

## Biographie
Chez les amateurs, Ricardo Pichetta se distingue en s'imposant à plusieurs reprises, comme à Cirié-Pian della Mussa (course pour grimpeurs) et sur une étape du Giro delle Valli Cuneesi en 2011, où il se classe deuxième au classement général derrière Fabio Aru. La même année, il termine cinquième du Sibiu Cycling Tour, dans le calendrier UCI. 
En 2014, il rejoint l'équipe continentale Idea. Sous ses nouvelles couleurs, il remporte une étape du Tour du Frioul-Vénétie julienne et obtient plusieurs places d'honneur. Au mois de décembre, La Gazzetta dello Sport révèle qu'il fait partie des clients du controversé médecin italien Michele Ferrari.

## Palmarès
- 2009
  - Trofeo L'Eco del Chisone
- 2010
  - Tour de la province de Bielle
  - 2e de Cirié-Pian della Mussa
  - 2e du Trofeo San Serafino
- 2011
  - Cirié-Pian della Mussa
  - 3e étape du Giro delle Valli Cuneesi
  - 2e du Giro delle Valli Cuneesi
  - 3e de Milan-Rapallo
- 2012
  - 2e de la Freccia dei Vini
  - 3e de la Coppa Collecchio
- 2013
  - 2e du Giro delle Valli Aretine
  - 3e de la Coppa San Geo
- 2014
  - 2e étape du Tour du Frioul-Vénétie julienne
  - 3e du Trophée international Bastianelli

## Classements mondiaux
| Année           | 2008 | 2009 | 2010 | 2011 | 2012 | 2013 | 2014 |
| --------------- | ---- | ---- | ---- | ---- | ---- | ---- | ---- |
| UCI Europe Tour | 959e |      |      | 653e |      |      | 465e |